# 薄小莹
薄小莹（1950年—），薄一波与胡明的三女，历史学者。早年毕业于北京大学历史系。后担任北京大学历史系副教授。研究方向为隋唐考古，石窟艺术等，并担任考古学通论，古代装饰文化研究，古器物与古代社会生活等课程的教学工作。现已退休。